# Agnieszka Osiecka
Agnieszka Osiecka (Varsovia, Polonia, 9 de octubre de 1936-Varsovia, 7 de marzo de 1997) fue una poeta, periodista, novelista y dramaturga polaca, considerada uno de los máximos iconos de la cultura polaca del siglo XX.

## Biografía
Agnieszka Osiecka nació en Varsovia, capital de Polonia. Fue la única hija del pianista y compositor Wiktor Osiecki y de la maestra Maria Sztechman-Osiecka. Pasó sus primeros años en la pequeña ciudad de Zakopane, al sur del país y junto a los Tatras. Después de la Segunda Guerra Mundial, la familia se trasladó a Varsovia y se instaló en el barrio de Saska Kępa, lugar en el que vivió casi toda su vida y que en la actualidad posee una placa conmemorativa financiada por la Fundación Okularnicy.
Agnieszka, alumna brillante durante su estancia en la Escuela Marie Curie-Sklodowska de la que se graduó en 1952, se formó como nadadora en la sección de natación del Legia de Varsovia y estudió periodismo en la Universidad de Varsovia entre 1957 y 1961 además de estudiar cine en la prestigiosa Escuela Nacional de Cine Televisión y Teatro en Łódź. Tras concluir sus estudios, comenzó a publicar ensayos y artículos en los periódicos estudiantiles, uniéndose una verz terminada la universidad al Studencki Teatr Satyryków (STS) en 1954, escribiendo 166 canciones políticas y líricos para esta empresa hasta que ésta se cerró en 1972.
En 1962 se produjo su debut en la Radio Nacional de Polonia. La renombrada actriz polaca Kalina Jędrusik cantó la letra de Agnieszka junto a Franciszka Leszczyńska llamada "Mi primer baile" (Mój pierwszy bal). Un año más tarde, en el primer Festival Nacional de la Canción polaca de Opole celebrado en 1963, Agnieszka logró un gran éxito al ganar el premio principal y otros seis más por sus canciones.
Además de ser letrista, Agnieszka también trabajó en teatro y televisión. Junto al compositor Adam Sławiński escribió una serie llamada "Cartas cantarinas" (Śpiewające listy) y su primera obra de teatro: "Que tan sólo florezcan los manzanos" (Niech no tylko zakwitną jabłonie) estrenada por primera vez en el Teatro Ateneum de Varsovia.
Las letras de Agnieszka Osiecka la convirtieron en la compositora preferida de la mayoría de los cantantes polacos de la época: Krzysztof Komeda, Maryla Rodowicz, Seweryn Krajewski, Adam Sławiński, Zygmunt Konieczny o Kalina Jędrusik y muchos otros.
Agnieszka Osiecka y su pareja, el periodista Daniel Passent, tuvieron una hija, Agata Passent, nacida en 1973. Realizó numerosos viajes a los Estados Unidos de América, especialmente a Los Ángeles, junto a su amigo y posterior amante Marek Hłasko. También estuvo residiendo durante la estación estival en una pequeña cabaña en Krzyże, en la región de los Lagos Masurianos, además de compaginar sus estancias en el campo con los estrenos en Sopot y en la Trojmiasto, y sus retiros invernales a las montañas nevadas de los Tatras en Zakopane. 
Agnieszka Osiecka publicó numerosos libros, siendo considerada una de las personas más importantes, prolíficas y talentosas de la cultura polaca de posguerra. Agnieszka falleció el 7 de marzo de 1997 en Varsovia, tras varios años de lucha contra el cáncer de colon. Está enterrada en el cementerio Powązki de la capital polaca.